# Cleopatra van Macedonië
Cleopatra van Macedonië (ca. 355/354 — Sardis (Lydië), 308 v.Chr.) was de dochter van Philippus II en Olympias en dus een volle zus van Alexander III de Grote. Na de dood van haar broer in 323 v.Chr. werd ze prominent door het ontbreken van handelingsbekwame volwassen mannen in het koningshuis; haar zwakzinnige halfbroer Arrhidaeus kon vanzelfsprekend geen echte rol spelen. Volgens Diodoros van Sicilië wilden alle diadochen met haar trouwen in de hoop zo de macht over het Alexanderrijk te krijgen. Geen van de geplande huwelijken kwam tot stand en Cleopatra werd in 308 in Sardis vermoord door handlangers van Antigonos.